# Propsteiamt Andreasberg
Das Propsteiamt Andreasberg (auch Amt Neuenberg) war eine Gerichts- und Verwaltungseinheit des geistlichen Fürstentums Fulda.

## Geschichte
Das Propsteiamt Andreasberg war ein fuldisches Amt, in dem der Propst der Propstei Neuenberg die Herrschaftsrechte anstelle des Abts ausübte, daher die Bezeichnung als Probsteiamt. Das Kloster Neuenberg war seit seiner Gründung 1023 fuldischer Besitz. Auch nach dem Ende des Klosters 1525 blieb dessen Besitz als Verwaltungsbezirk der Andreaskirche bestehen. Daraus entstand der Namenswechsel von Amt Neuenberg zu Amt Andreasberg. Es wurde oft auch als Domdechaneiamt bezeichnet, da es stets dem rangältesten Propst, der zugleich Domdechant war, unterstand.
Im 17. Jahrhundert führte die Auseinandersetzung des Abtes mit dem Kapitel zu einer Unabhängigkeit der Propsteiämter von der fuldischen Regierung. 1656 wurde eine erste diesbezügliche Vereinbarung zwischen Abt und Kapitel getroffen, die 1681 und zuletzt 1726 bestätigt wurde. Das Kloster hatte damit die unumschränkte Vogtei und verfügte über alle Verwaltungs- und Gerichtsrechte außer der Zent. Die probsteilichen Beamten erhoben die Steuern und lieferten diese direkt bei der Landesobereinnahme ab. Die Untertanen huldigten dem Fürstabt, dem auch die peinliche Gerichtsbarkeit zustand. 
An der Spitze des Propsteiamtes stand der Propst. Vor Ort war ein Beamter eingesetzt, der die Aufgaben eines Amtmannes hatte, aber die Amtsbezeichnung Beamter trug.
Das Fürstentum Nassau-Oranien-Fulda entstand aufgrund des Reichsdeputationshauptschlusses 1803. In Bezug auf die Rechtsprechung und Verwaltung wurde mit der Landesherrlichen Verordnung die Ober= und Ämter betreffend vom 8. Januar 1803 eine Neuorganisation der bestehenden Ämter vorgenommen. Das Propsteiamt Andreasberg wurde aufgehoben und die innerstädtischen Bestandteile dem Vizedomamt Fulda und die Bestandteile außerhalb der Stadt Fulda dem Centoberamt Fulda zugeordnet.

## Umfang
Am Ende des HRR bestand das Amt in den Vorstädten der Residenz aus der Legsfeldergasse und in der Centfuld aus Dassen, Neuenberg, Pilgerzell und Tiefengruben.